# 猫儿乡
猫儿乡，是中华人民共和国湖南省湘西土家族苗族自治州花垣县下辖的一个乡镇级行政单位。

## 行政区划
猫儿乡下辖以下地区：
团结村、豆子村、果儿村、塘家村、新寨村、老虎冲村、蜂塘村、洞里村、太阳山村、杉木村、田湾村、铅厂村、排腊光村和排儿村。